# Hyneria lindae
Hyneria lindae je druh velké vyhynulé dravé svaloploutvé nozdraté ryby ze svrchního devonu, žijící na území dnešní Pensylvánie před asi 365 miliony lety.

## Historie
Hyneria byla poprvé popsána roku 1968, přičemž autorem popisu se stal paleontolog Keith Stewart Thomson. Typovou lokalitou se stala oblast v blízkosti vesnice Hyner v Clinton County v Pensylvánii, jejíž pojmenování se odráží i v rodovém jménu ryby. Druhové jméno lindae je poctou Thomsonově manželce. Původní popis ryby byl založen pouze na omezeném množství fosilního materiálu, dochovala se jenom část lebky a několik šupin. Od 90. let 20. století se však díky pečlivým paleontologickým pracím v Clinton County (Red Hill, souvrství Catskill) fosilní pozůstatky značně rozrostly a umožnily podrobnější rekonstrukci, ačkoli nikdy nebyla nalezena kompletní kostra.

## Popis
Hyneria byla mohutná dravá ryba se silnými ploutvemi, dosahující délky 2,5 až 3,7 m. Vyznačovala se mj. tupým, širokým čenichem a jedinečně tvarovanými šupinami s roztřepeným volným okrajem. Měla malé oči, nicméně výzkum kostry odhalil smyslový mechanorecepční (případně elektrorecepční) systém, jenž rybě umožňoval detekovat změny v proudění okolní vody, a tak polapit kořist i v kalném toku. Vodní živočichy zabíjela mohutnými tesáky.

## Paleoekologie
Hyneria lindae byla druhem svrchního devonu (období Famennian), patří mezi nejhojněji nalézané obratlovce v lokalitě Red Hill. Ve svém přirozeném prostředí představovala vrcholového predátora ekosystému. Systém smyslových kanálků jí nejspíše umožňoval detekovat a pronásledovat kořist, aniž by se musela spoléhat na zrak. Mohutné tesáky naznačují, že se živila velkou kořistí, žádné přímé důkazy o predaci však zjištěny nebyly. Mohla lovit dobové druhy pancířnatců, trnoploutvých a ostatních svaloploutvých, jakož i rané tetrapody.
Přidružené flóře dominovaly archaeopterisy, plavuně a kapradiny rodu Rhacophyton.

## V populární kultuře
Hyneria vystupuje v první epizodě pseudo-dokumentárního cyklu BBC Putování s pravěkými monstry z roku 2005. Je zde vylíčena mj. jako predátor masožravého tetrapoda rodu Hynerpeton, kterého uchvátí na kraji souše, kam se dostane pomocí svalnatých ploutví. Představa, že by se mohla Hyneria pohybovat tímto způsobem na souši, je však čistě spekulativní. Mohutné ploutve rybě spíše pomáhaly v pohybu v mělkých vodách či přes ponořené překážky. Nadsazena je zde zřejmě i velikost samotné ryby, která je zde stanovena na 5 m.